# 高永泰
高永泰（コ・ヨンテ、1976年 - ）は、大韓民国の実業家、フェンシング選手。1998年アジア競技大会のフェンシング競技サーブル種目において、団体戦で金メダル、個人戦で銀メダルを獲得した。
彼は崔順実の親友であり、「Blue K」「Widec Sports」といった企業やペーパーカンパニーの経営に関与した疑いが持たれた。彼らは韓国やドイツにおいてこれら企業を設立し、各種財団から資金借り入れを行ったとされた。彼は2016年の崔順実ゲート事件で疑惑関係者の1人となり、内部告発者と言及された。